# Théorie de l'acteur stratégique
Pour un article plus général, voir Sociologie des organisations.
 (novembre 2021).
Si vous disposez d'ouvrages ou d'articles de référence ou si vous connaissez des sites web de qualité traitant du thème abordé ici, merci de compléter l'article en donnant les références utiles à sa vérifiabilité et en les liant à la section « Notes et références ».
La théorie de l'acteur stratégique a été élaborée par Michel Crozier et Erhard Friedberg au cours des années 1970. Il s'agit d'une théorie centrale en sociologie des organisations, développée au sein de l'analyse stratégique.
Elle part du constat suivant : étant donné qu'on ne peut considérer que le jeu des acteurs soit déterminé par la cohérence du système dans lequel ils s'insèrent, ou par les contraintes environnementales, on doit chercher en priorité à comprendre comment se construisent les actions collectives à partir de comportements et d'intérêts individuels parfois contradictoires.
Au lieu de relier la structure organisationnelle à un ensemble de facteurs externes, cette théorie essaie donc de l'appréhender comme une élaboration humaine, un système d’action concret. Elle rejoint donc les démarches qui analysent les causes en partant de l'individu pour aboutir à la structure (l'individualisme méthodologique) et non de la structure à l'individu (structuralisme).

## Principes
Crozier et Friedberg considèrent qu'il faut se concentrer, non sur la fonction des acteurs ou des sous-systèmes au sein d'une organisation, mais sur les stratégies individuelles des acteurs. Mais comment rendre compte de ces stratégies ?
Il faut avant tout rechercher systématiquement les régularités observées dans les comportements, qui doivent être réinterprétées dans le cadre du modèle de l'acteur stratégique. « La stratégie, c'est le fondement inféré ex-post des régularités de comportements observés empiriquement ». Mais ces stratégies ne dépendent pas d'objectifs clairs et précis, elles se construisent au contraire en situation, elles sont liées aux atouts que les acteurs peuvent avoir à leur disposition et aux relations dans lesquelles ils s'insèrent. Le concept de stratégie renvoie donc à différentes dimensions :
- Les acteurs agissent pour améliorer leur capacité d'action et/ou s'aménager des marges de manœuvre.
- Les projets des acteurs sont rarement clairs et cohérents, mais le comportement n'est jamais absurde. Il a toujours un sens intrinsèque.
- Tout comportement humain est actif dans la mesure où il est le résultat de choix.

En outre, le comportement des acteurs s'ajuste au comportement possible d'autrui en fonction des atouts dont il dispose. La capacité d'action de l'acteur repose alors sur quatre postulats :
- L'organisation est un construit contingent, il aurait pu être, ou ne pas être, tout à fait différent.
- L'acteur est relativement libre. Il peut jouer avec son rôle, se permettre des écarts par rapport aux règles sociales.
- Il y a une différence entre les objectifs de l'organisation et ceux des individus.
- Pour parvenir à leurs fins, les acteurs calculent dans le cadre d'une rationalité qui est dite limitée (Herbert Simon a introduit le concept).

Ces quatre postulats doivent être compris à l'intérieur de la même problématique : « Comment se fait-il que les organisations tiennent le coup et maintiennent leur identité, malgré les forces centrifuges auxquelles les acteurs les soumettent ? »

## Méthode d'observation
Crozier et Friedberg proposent une méthode empirique pour comprendre le fonctionnement des organisations, ils conseillent d'analyser une organisation en se penchant sur les rapports de pouvoir qui la structurent et rendent les comportements des acteurs intelligibles. On constate alors que l'issue des jeux est relativement imprévisible, les acteurs s'écartent souvent de manière significative du rôle qu'ils doivent jouer. Pour le comprendre, il faut faire intervenir la notion de zone d'incertitude. Ces zones correspondent aux failles dans les règles, aux défaillances techniques, aux pressions économiques qui empêchent le déroulement des objectifs de l'organisation. Elles ont également une autre source, les acteurs peuvent avoir intérêt à masquer leurs véritables objectifs, afin de conserver une certaine capacité de négociation. Un comportement imprévisible de la part des acteurs réduit le pouvoir de celui qui édicte les règles et cherche à les faire appliquer. Qui plus est, même si le régulateur cherche à accroître le nombre de règles pour canaliser le comportement des acteurs, il peut engendrer un effet pervers en faisant dévier les motivations des acteurs visés de leur but initial (comme c'est le cas dans le zèle du fonctionnaire).
Pour Crozier et Friedberg, si l'on veut comprendre les articulations entre les jeux d'acteurs et le système d'action concret, il faut utiliser deux modes de raisonnement : le raisonnement stratégique et le raisonnement systémique. Le premier part de l'acteur pour découvrir le système, le second tente de mettre en évidence l'ordre qui émane du système. Ainsi peut-on rendre compte de l'intégration des conduites dans un ensemble structuré et mettre éventuellement en évidence les systèmes d'action concrets qui engendrent des dysfonctionnements globaux.